# Maija Saari
Maija Karoliina Saari (* 26. März 1986 in Vaasa) ist eine ehemalige finnische Fußballspielerin. Die Abwehrspielerin spielte auch für die finnische Nationalmannschaft.
Saari begann ihre Karriere beim Verein FC Kiisto in Vaasa und wechselte später zum FC Honka Espoo. Mit Honka wurde sie 2006, 2007 und 2008 finnische Meisterin. 2009 wechselte sie zum schwedischen Verein Umeå IK. Sie erreichte mit ihrer Mannschaft in der Saison 2009 die Vizemeisterschaft, die Spielzeit 2010 endete auf einem Platz im Mittelfeld. Saari verließ den Klub Anfang 2011 zu Kolbotn IL nach Norwegen. Nach einem Jahr kehrte sie nach Schweden zurück und schloss sich AIK Solna an. Nach dem Abstieg 2012 verließ sie den Klub wieder und kehrte zu Solna zurück, das den Wiederaufstieg geschafft hatte. Nach dem Klassenerhalt 2014 beendete sie die Saison 2015 mit ihrem Team auf dem letzten Platz und musste erneut absteigen. Saari heuerte bei Stabæk Fotball in Norwegen an, wechselte nach einem halben Jahr aber schon zu Ligakonkurrent Vålerenga Oslo. Anfang 2017 schloss sie sich HJK Helsinki an, wo sie Ende 2018 ihre aktive Laufbahn beendete. Seit Ende 2019 ist sie dort als Assistenztrainerin tätig.
Mit der U-19-Nationalmannschaft nahm sie an den Europameisterschaften 2004 und 2005 teil und erreichte 2005 das Halbfinale. Ein Jahr später fuhr sie mit der finnischen U-20-Auswahl zur Weltmeisterschaft nach Russland. Am 7. März 2007 debütierte sie gegen Schweden in der finnischen A-Nationalmannschaft, für die Saari insgesamt 94-mal spielte und 2009 an der EM in ihrem Heimatland teilnahm.